# جون برونسون
جون برونسون (بالإنجليزية: John Bronson)‏ هو لاعب كرة قدم أمريكية أمريكي، ولد في 8 يوليو 1982 في كينت في الولايات المتحدة.

## وصلات خارجية
- جون برونسون على موقع مرجع كرة القدم المحترفة.كوم (الإنجليزية)